# Ophioscincus truncatus
Ophioscincus truncatus är en ödleart som beskrevs av  Peters 1876. Ophioscincus truncatus ingår i släktet Ophioscincus och familjen skinkar.

## Underarter
Arten delas in i följande underarter:
- O. t. truncatus
- O. t. monswilsonensis